# Hiromi Iwasaki
Pour les articles homonymes, voir Iwasaki.
Hiromi Iwasaki (岩崎宏美, Iwasaki Hiromi, née le 12 novembre 1958 à Kōtō, Tokyo, Japon), souvent surnommée Hirorin (ヒロリン), est une chanteuse japonaise, qui débute en 1975. Elle est No 1 du classement oricon dès son deuxième single, Romance, reprise en 2008 par le groupe Morning Musume sur l'album Cover You et le single Pepper Keibu. Elle sort durant sa carrière une soixantaine de singles, une trentaine d'albums originaux, une douzaine d'albums enregistrés en public, une douzaine d'albums de reprises, et une trentaine de compilations « best of », d'abord sur le label Victor Entertainment jusqu'en 2000, puis chez Imperial Records (Japon). Elle est la sœur ainée de la chanteuse et actrice Yoshimi Iwasaki (ja).

## Biographie et carrière
Hiromi Iwasaki naît à Tokyo le 12 novembre 1958. Elle est l'aînée de trois filles, dont Yoshimi Iwasaki, qui sera également chanteuse. À l'école primaire, elle commence à prendre des cours de chant. Elle participe ensuite, en 1974, au concours «Star Tanjou!», sorte de concours de chant pour débutantes. Sa voix très claire la fait remarquer. En chantant Anata (chanson composée par Kosaka Akiko), elle remporte le premier prix du concours et, en conséquence, un contrat avec la maison de production Victor Records. En 1975, sa carrière de chanteuse est lancée : elle fait ses véritables débuts avec la chanson Duo.
Le grand succès d'Hiromi Iwasaki n'arrive que lorsque sa deuxième chanson, Romance, est éditée.  Le disque de cette chanson est vendu à plus de 90 000 exemplaires au Japon et permet à la chanteuse de faire sa première apparition au Kouhaku Utagassen, la même année.  Elle interprète alors de nombreuses chansons dans le style disco japonais, et sort très rapidement de nombreux albums. Deux ans plus tard, elle remporte un autre succès avec la chanson Shishuuki (Je sens l'automne venir). Cette chanson nostalgique est très appréciée et remporte de nombreux prix aux Japan Record Awards. Sa façon particulière de se vêtir, dans une longue robe blanche, marque la jeunesse japonaise du début des années 80.
Elle enchaîne des concerts qui contribuent à asseoir sa notoriété auprès du public. Elle paraît souvent alors dans des émissions de variétés à la télévision, chantant en groupe ou en duo, par exemple avec Richard Clayderman au piano (Ballade pour Adeline). Elle reprend en effet un certain nombre de chansons françaises appréciées au Japon (Les Parapluies de Cherbourg, La Bohême, Ne me quitte pas, Une belle histoire, Un été 42, etc.). Elle tourne aussi pour des publicités. Avant la fin des années 80, Iwasaki devient véritablement actrice dans Hamlet, une comédie musicale adaptée de Shakespeare, de même que pour le rôle de Fantine dans les Misérables de Victor Hugo.
En 1982, Hiromi Iwasaki chante Madonna-tachi no Lullaby (Berceuse de la vierge Marie, dont les droits avaient été cédés par le compositeur de films britannique John Scott).  Chanson utilisée comme thème de la série Holddays Dorama Suspense, c'est un grand succès puisqu'elle se vend à plus de 800 000 exemplaires au Japon. La chanteuse remporte un autre prix, celui de la meilleure chanson, avec Ballade. Peu de temps après, sa sœur Yoshimi Iwasaki se lance en tant que chanteuse avec Aka to Kuro. Les deux sœurs chanteront ensuite ensemble à de nombreuses reprises (Precious Night).
En 1986, Hiromi se produit en concert en Égypte (Pyramide). Elle chante notamment la Paume de la nuit (Yoru no Tenohira) pour une série télévisée, et Miseinen (Mineurs), puis elle se marie en 1988 avec son producteur, nommé Masuda. Elle a avec lui, à 31 ans, un fils nommé Genki, né le 12 novembre 1989, jour de son propre anniversaire. Hiromi divorce en 1994.
De 1988 à 1998, la chanteuse travaille avec plusieurs maisons autour du Japon. Elle collabore aussi avec Cat Grey, Sato Chikuzen et Shionoya Satoru pour diverses chansons, dont les chansons Yurusanai (Plus jamais)et Ato Kata mo Naku, par exemple. 
En 2007, Hiromi Iwasaki se déplace à Prague, collabore avec l'orchestre philharmonique tchèque, et sort un album nommé PRAHA (Prague), qui lui permet de reprendre ses succès avec une orchestration classique. En 2009, elle se remarie avec Takuya Kon. Elle sort également durant ces années une série d'albums à la sonorité plus intérieure et intimiste, Dear Friends (albums I à VII). Le 24 août 2016, elle donne un concert à New-York, reprenant la plupart de ses chansons avec, au piano seul, Hiroko Kokubu.
En 2017, Hiromi chante la chanson phare de l'album de la version japonaise de La Belle et la Bête de Disney.
Au total, Hiromi aura compté plus de deux mille apparitions télévisuelles au Japon.

## Discographie

### Albums originaux
09-05-1975 : Aozora (あ お ぞ ら)
10-02-1976 : Fantaisie ( ァ ン タ ジ ー)
25-07-1976 : Hikousen  (飛行 船)
25-05-1977 : My best friends ( ィ ズ · ベ フ · フ レ ン ズ)
5-10-1977 : Omoshuuki Kara... Otoko a Onna ( 秋 期 か ら ... 男 と 女)
05-04-1978 : Hatachi Mae (二十 才 前 ...)
25-08-1978 : Pandora no Kobako ( ン ド ラ 箱 小 箱)
5-10-1979 : 10 Karat Diamond (10 カ ラ ト ダ ダ ダ ド ド ド ド)
5-08-1980 : Wishes (Souhaits)
5-07-1981 : Salvia (緋衣 草)
5-07-1982 : Yuugure Kara ... Hitori (暮 れ か ら ... ひ と り)
7-11-1982 : Love Letters (Lettres d'Amour)
21-07-1983 : Le Shi Te Kuu Kan (私 · · · 空 · 間)
21-04-1984 : I wont break your heart (Je ne briserai pas ton cœur)
05-06-1985 : Giyaman (戯 夜 曼)
21-11-1985 : Cinéma
21-07-1986 : Wagamama (わ が ま ま)
21-07-1987 : Yokubai
21-07-1988 : Me too (Moi aussi)
21-11-1989 : Tanjou (Naissance) (誕生~ BIRTH ~)
21-03-1991 : Kazoku (Famille)  (家族~FAMILY~ )
21-06-1992 : Kyodaï (き ょ う だ い)
22-11-1995 : Full Circle
22-10-1997 : Shower of love
22-02-2006 : Natural
20-05-2009 : Thanks

### Albums live
10-12-1975 : Romantic concert I (ロ マ ン ィ ッ コ · コ ン サ ー ト)
5-12-1976 : Romantic concert II
20-12-1977 : Love concert I
20-12-1978 : Love concert II
1-12-1979 : Live & More (ラ イ ブ & モ ア)
05-04-1980 : Symphonie ( ン フ ォ ニ ー)
20-12-1980 : Recital Hiromi (岩崎 宏 美 リ サ タ タ ル 美)
20-12-1981 : Iwasaki Hiromi Recital '81 ( 宏 美 リ サ イ タ ル '81)
16-12-1982 : '82 Recital Hiromi ('82 岩崎 宏 美    ル ル ル)
16-12-1983 : '83 Récital d'Hiromi Iwasaki ('83 岩崎 宏 美   ル ル ル)
4-12-1996 : Live '96 Full circle (ラ イ ブ '96 FULL CIRCLE)
21-04-2005 : 30th Anniversary “Happiness”

### Albums simples
1. [1975.04.25] Duo (二重唱)
2. [1975.07.25] Romance (ロマンス) [1975.07.25] Romance (ロ マ ン ス)
3. [1975.10.25] Sentimental (センチメンタル) [
4. [1976.01.25] Fantasy (ファンタジー)
5. [1976.05.01] Mirai (未来) [1976.05.01] Mirai (未来)
6. [1976.08.01] Kiri no Meguriai (霧のめぐり逢い)
7. [1976.11.05] Dream (ドリーム)
8. [1977.01.25] Omoide no Ki no Shita de (想い出の樹の下で)
9. [1977.04.25] Hiren Hakusho (悲恋白書)
10. [1977.07.05] Nettaigyo (熱帯魚)977.0
11. [1977.09.05] Shishuuki (思秋期)
12. [1978.02.05] Hatachi Mae (二十才前)
13. [1978.05.05] Azayaka na Bamen (あざやかな場面)
14. [1978.07.25] Cinderella Honeymoon (シンデレラ・ハネムーン) ハ
15. [1978.11.05] Sayonara no Banka (さよならの挽歌)
16. [1979.02.05] Haru Oboro (春おぼろ)
17. [1979.05.08] Natsu ni Dakarete (夏に抱かれて)
18. [1979.09.15] Mangekyou (万華鏡) [1979.09.15]
19. [1980.01.21] Slow na Ai ga Ii wa (スローな愛がいいわ)
20. [1980.04.05] Jyoyuu (女優)
21. [1980.08.05] Ginga Densetsu / Ai no Inochi (銀河伝説／愛の生命) 5命)
22. [1980.10.05] Matenrou (摩天楼) [1980.10.05]
23. [1981.01.01] Munasawagi (胸さわぎ) [1981.01.01]
24. [1981.03.21] Koi Machigusa (恋待草) [1981.03.21]
25. [1981.06.05] Sumire Iro wa Namida (すみれ色の涙)
26. [1981.10.21] Rengesou no Koi (れんげ草の恋)
27. [1982.02.05] Remon (檸檬)
28. [1982.05.21] Madonna-tachi no Lullaby (聖母たちのララバイ)
29. [1982.09.21] Omoide Sanaide (思い出さないで)
30. [1983.02.21] Suteki na Kimochi (素敵な気持ち)
31. [1983.06.05] Shinju no Period (真珠のピリオド)
32. [1983.08.21] Ieji (家路)
33. [1984.02.21] Hatachi no Koi (20の恋)
34. [1984.05.21] Mikan no Shouzou (未完の肖像)
35. [1984.08.21] Hashi (橋)
36. [1985.04.05] Kesshin / Yume Kariyuudo .(決心 / 夢 狩 人)
37. [1985.10.21] Gekkou (月光)
38. [1985.12.16] 25ji no Ai no Uta (25時の愛の歌)
39. [1986.06.21] Chisana Tabi (小さな旅)
40. [1986.10.21] Yoru no Te no Hira (夜のてのひら)
41. [1987.04.21] Saisho no Koibiito-tachi (最初の恋人達)
42. [1987.11.01] Kaze no Douwashuu / Last Cruise (風の童話集／ラスト・クルーズ)
43. [1988.05.21] Kikoete Kuru Rhapsody (聞こえてくるラプソディー)
44. [1988.12.16] Miseinen (未成年)
45. [1989.06.07] Yumemiru You ni Aishitai (夢見るように愛したい)
46. [1992.01.21] Ai wo + One (愛を+ワン)
47. [1993.01.21] Ai to Iuna no Yuuki (愛という名の勇気)
48. [1993.07.21] |LIFE ]
49. [1995.10.21] Asa ga Kuru Made (朝が来るまで)
50. [1996.11.21] Believin'
51. [1997.09.22] Ai ga Ippai (愛がいっぱい)
52. [1999.03.03] Yurusanai (許さない)
53. [2001.02.07] Boku no Best Friend e (ぼくのベストフレンドへ)
54. [2001.05.09] Ato Kata mo Naku (あとかたもなく)
55. [2001.09.21] Yume (夢)

### Albums de reprises
25-10-1978 : Album
9-03-1979 : Koibito-tachi (恋人 た ち)
01-02-1980 : Album II
05-11-1981 : Sumire Iro pas Namida Kara
21-10-1983 : Disney Girl
23-08-1995 : My Gratitude (感謝)
20-03-2003 : Yurusanai (plus jamais) (許 さ な い)
21-03-2003 : Dear Friends
26-11-2003 : Dear Friends II
27-09-2006 : Dear Friends III
26-09-2007 : PRAHA (Prague) (avec l'orchestre philharmonique tchèque)
22-10-2008 : Dear Friends IV
24-08-2016 : Piano Songs, Hiromi Iwasaki & Hiroko Kokubu.

### Compilations
25-11-1976 : Meilleur hit (ベ ス ト · ヒ ア · ア ル バ ム)
25-05-1979 : Hiromi (宏 美)
05-11-1980 : Touch me (タ ッ チ · ミ ー)
5-12-1981 : Excel one Hiromi Iwasakl (EXCEL ONE 岩崎 宏 美 の す べ て)
5-03-1984 : Dal Segno ( ル · セ ー ニ ョ)
16-12-1984 : Responses (リ プ ラ イ ズ)
01-12-1987 : Best songs ( ス ト · ソ ン グ ス)
1-11-1988 : Ketteihan Shiroi Koibito-tachi ( 版 白 い 恋人 た ち)
21-11-1988 : My favourite song
21-03-1989 : CD Hiromi Iwasaki (岩崎 宏 美)
26-12-1989 : My favourite song II
25-10-1990 : Best
01-12-1990 : Best collection ( ス ト コ コ ク ョ ョ ン)
25-11-1991 : wasaki Hiromi Aishouka Shuu  ( 宏 美 愛 唱歌 集)
26-11-1992 : Iwasaki Hiromi Best Collection
1-12-1993 : Iwasaki (Masuda) Hiromi Zenkyoku Shuu Best (集 (益田) 宏 美 全 曲 集 MEILLEUR)
25-06-1994 : Best of the best
23-11-1994 : Iwasaki (Masuda) Hiromi Zenkyoku Shuu (岩崎 (益田) 宏 美 全 曲 集)
01-12-1995 : Complete singles
5-12-2001 : Ballade best collection -Yume-  (バ ラ ー ド · ベ ス コ コ コ ~ 夢 ~)
21-03-2007 : Golden Best Collection Iwasaki Hiromi
26-03-2008 : Aku Yuu Sanhinshuu Iwasaki Hiromi (阿 久 悠 作品 集 岩崎 宏 美)
16-09-2009 : Golden Best Deluxe Iwasaki Hiromi (années Victor / Victor's years) ( ー ル デ ン ト ト ク ス ス 宏 宏 美 )

### CD-coffret
25-04-2004 : 30th Anniversary Box Hiromi Iwasaki
27-12-2007 : Royal Box -Super live collection (ROYAL BOX ~ ス ー ー ラ ラ ラ コ コ コ)
25-06-2008 : “Tanjou, Kazoku, Kyodaï” Box (「誕生」 族 族 族 「ょ ょ う だ い い」 BOX)

### DVD-Video
16-12-1982 : '82 Récital Hiromi
16-12-1983 : '83 Récital d'Iwasaki Hiromi
16-12-1986 : Pyramide (ピ ラ ミ ッ ド)  Concert en direct donné au Caire en 1986
04-12-1996 : Live'96 Full Circle
2-07-2003 : Minna no Uta “Egao” (」ん な の う「 「笑顔」 DVD シ ン グ ル)
25-05-2005 : Tada Aii ni Dake / Tegami  ( だ · 愛 た め に だ 手紙 / 手紙)
24-09-2008 : Precious Night Hiromi Iwasaki & Yoshimi Iwasaki (岩崎 宏 美 · 岩崎 良 美)
18-01-2017 : Piano Songs Special (岩崎宏美＆国府弘子)